# 랜디 저커버그

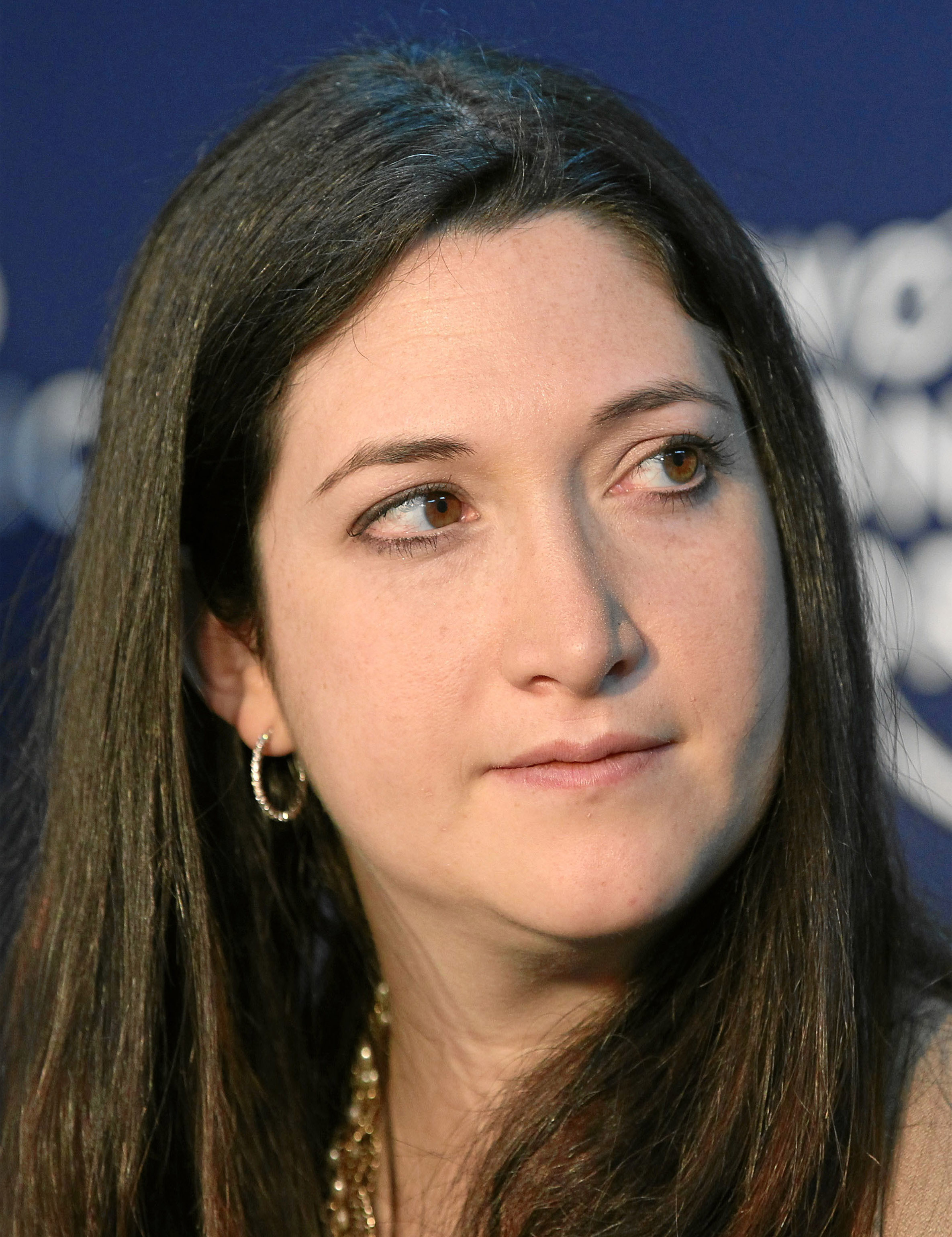
랜디 저커버그

랜디 제인 저커버그(영어: Randi Jayne Zuckerberg, 1982년 2월 28일 ~ )은 전 페이스북 마케팅 책임자로, 페이스북 공동 창업자 마크 저커버그의 누나이다.